# Parc i Reserva Nacional de les Grans Dunes de Sorra

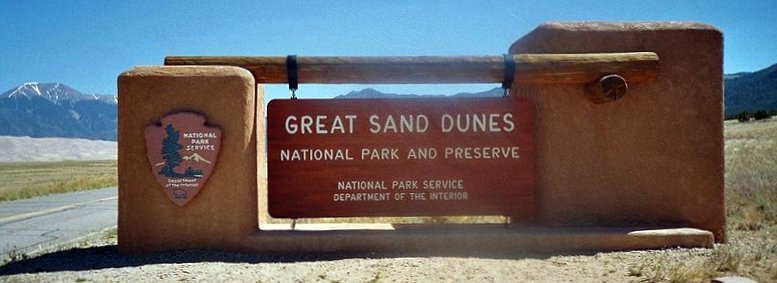
Entrada a les Grans Dunes de Sorra

El Parc i Reserva Nacional de les Grans Dunes de Sorra) (Great Sand Dunes National Park and Preserve) formen dues unitats oficials del Servei de Parcs Nacionals, un parc nacional i una reserva nacional. De tota manera, es gestionen com una sola zona protegida ubicada als Estats Units a l'estat de Colorado. Van ser proclamats originalment com a monuments nacionals i van ser posteriorment designats parcs nacionals pel Congrés dels Estats Units.
El parc protegeix un conjunt de dunes; de fet són les dunes més altes de l'Amèrica del Nord amb una altura màxima de 230 metres.
El National Park Service ofreix cadires de rodes especials per als visitants que no poden pujar les dunes a peu.

## Història natural

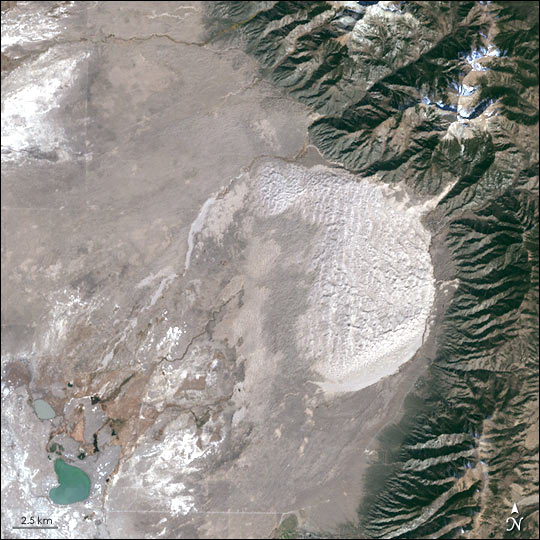
Les dunes vistes des de satèl·lit

El parc compta amb les dunes de sorra més alta a Amèrica del Nord que s'eleven uns 230 metres des del fons de la vall de San Luis (San Luis Valley) a la base occidental de la serralada de la Sangre de Cristo (Sangre de Cristo Range). Les dunes cobreixen prop de 77 quilòmetres quadrats. Els investigadors diuen que les dunes van començar a formar-se fa al voltant de 440.000 anys. Les dunes es van formar a partir de dipòsits de sorra i terra del Rio Grande i els seus afluents, a mesura que fluïen a través de la vall de San Luis. Durant segles, els vents de l'oest van recollir partícules de sorra del terreny inundable del riu. Com el vent va perdre el poder abans de creuar la serralada de la Sangre de Cristo, la sorra es va dipositar a la vora oriental de la vall. Aquest procés continua avui, i les dunes estan creixent lentament. El vent canvia la forma de les dunes cada dia.
Hi ha diversos corrents que flueixen als perímetres de les dunes. Els corrents erosionen la vora del camp de dunes i la sorra es porta riu avall. El sòl absorbeix l'aigua i la sorra en canvi es queda a la superfície. Els vents recullen els dipòsits de sorra, i després fer-los volar cap al camp de dunes un cop més.
Si s'excava a uns quants centímetres cap avall a les dunes, fins i tot als seus cims, apareixerà sorra mullada. Una part del motiu per convertir el monument en un parc nacional va ser una major protecció de les aigües de la zona que les ciutats de Colorado i els agricultors volen utilitzar per als seus propis fins.
És fàcil d'experimentar el procés de creació de les dunes. Aquesta és una regió amb molt vent, com els excursionistes saben, ja que sovint es veuran afectats per la sorra i fins i tot petites pedres en sortir d'excursió per les dunes. El vent s'emporta la sorra i les roques des de molts quilòmetres de distància. Tot i les dunes no canvien la seva ubicació o mida molt sovint, encara hi ha dunes parabòliques que s'inicien a l'àrea exterior al voltant de les dunes, i migren cap a les dunes del camp principal. De vegades s'uneixen a les dunes del camp principal, i de vegades l'herba i la vegetació cobreixen les dunes i es queden on són.
Les dunes són relativament estables, encara que la seva morfologia canvia lleugerament amb les estacions. La direcció del vent afecta en gran manera el tipus de dunes. Els vents solen anar del sud-oest al nord-oest, tot i que durant els mesos de l'estiu la direcció del vent s'inverteix que provoca una inversió en el moviment de les dunes. Aquest procés és una raó per la qual les dunes són molt altes.
Les dunes contenen unes zones de sorra negra, que són dipòsits de magnetita, un òxid cristal·lí de ferro de color negre.